# Dietmar Stüdemann
Dietmar Gerhard Stüdemann (* 20. Oktober 1941 in Wels, Österreich; † 23. August 2022 in Berlin) war ein deutscher Diplomat, Jurist und Ökonom.

## Jugend, Ausbildung und Studium
Dietmar Stüdemann kam am 20. Oktober 1941 in der oberösterreichischen Stadt Wels zur Welt. Nach dem Abitur studierte Stüdemann Rechtswissenschaften, Slawistik und Soziologie in Deutschland und Frankreich. 

## Auswärtiger Dienst
Seit 1972 war er Mitarbeiter des Auswärtigen Amtes und unter anderem Referatsleiter in der Politischen Abteilung und in der Wirtschaftsabteilung des Auswärtigen Amts in Berlin und zwischen 2000 und 2006 deutscher Botschafter in der Ukraine an der deutschen Botschaft in Kiew. Nach seiner Pensionierung war er von 2006 bis Oktober 2007 im Auftrag des Auswärtigen Amtes Berater des ukrainischen Präsidenten Wiktor Juschtschenko nach einem Vorschlag des Außenministers Frank-Walter Steinmeier. Seit 11. Juli 2019 ist er Ehrenkanzler der Ukrainisch-Amerikanischen Concordia Universität in Kiew.

## Privates
Seit 2008 war er Berater der Deutschen Bank für den postsowjetischen Raum. Außerdem war er Vorstandsmitglied der Deutschen Puschkin-Gesellschaft und des Deutsch-Ukrainischen Forums.
Er war seit März 1977 mit Karin Gräfin von der Schulenburg aus dem Hause Tressow (1934–2015) verheiratet. Das Paar ruht auf dem Dorotheenstädtischen Friedhof.